# Seversky XP-41

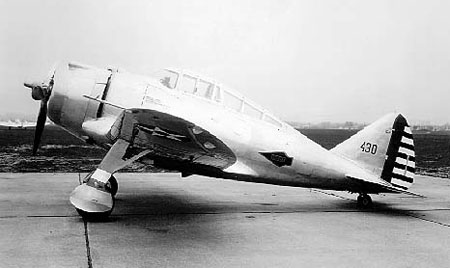
Vista laterale dello Seversky XP-41.

Il Seversky XP-41 fu un aereo da caccia sviluppato dall'azienda aeronautica statunitense Seversky Aircraft Company nei tardi anni trenta del XX secolo e rimasto allo stadio di prototipo.
Realizzato per rispondere a una specifica emessa dall'United States Army Air Corps (USAAC), derivava direttamente dal Seversky P-35, dal quale differiva per un diverso cupolino di chiusura dell'abitacolo, per la dotazione di una versione più potente del motore radiale Pratt & Whitney R-1830, la R-1830-19 da 1 200 hp (895 kW), dotato di un compressore a due velocità, e per un carrello d'atterraggio modificato. Il prototipo compì il primo volo nel mese di marzo del 1939.
L'XP-41 venne sviluppato in parallelo al prototipo del P-43 Lancer e quando l'USAAC si espresse in favore di quest'ultimo il programma venne interrotto.